# Alexander Seifert

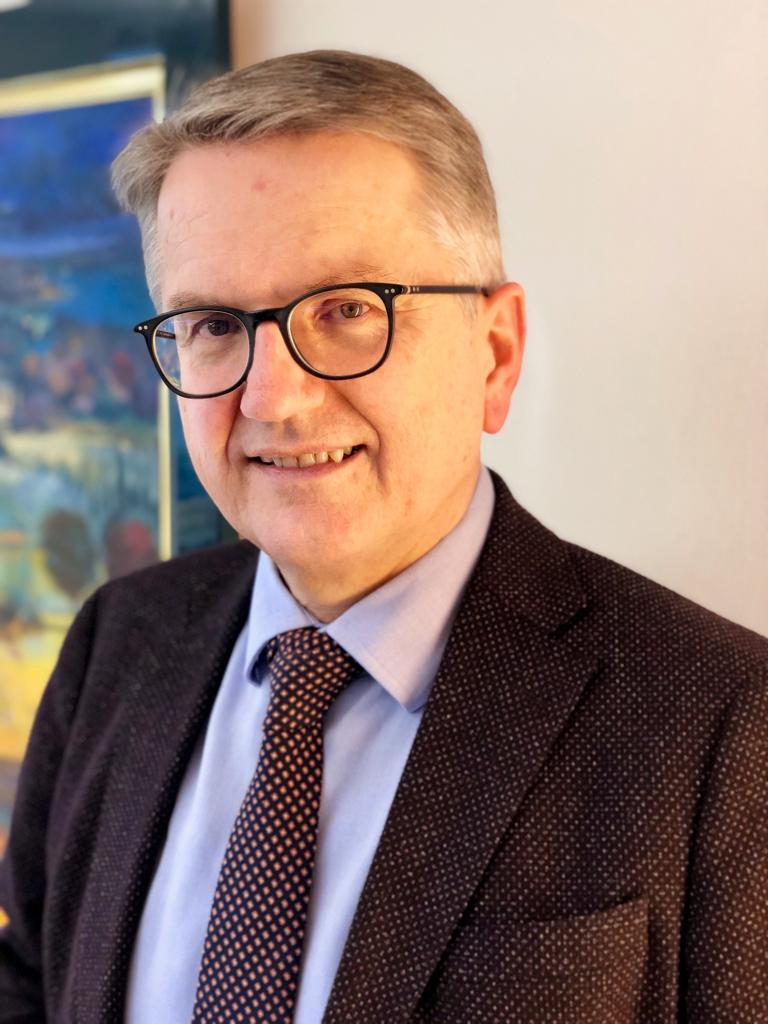
Alexander Seifert (2019)

Alexander Seifert (* 7. April 1960 in Nürnberg) ist ein deutscher Jurist.

## Leben
Seifert studierte an der Friedrich-Alexander-Universität Erlangen-Nürnberg und an der Julius-Maximilians-Universität Würzburg Rechtswissenschaften. Er ist verheiratet und hat zwei erwachsene Söhne.
Nach dem ersten juristischen Staatsexamen trat Seifert seinen Referendardienst im Oberlandesgerichtsbezirk Nürnberg an. Er unterbrach diesen für eine längere Tätigkeit bei der Deutsch-Amerikanischen Handelskammer in Los Angeles. Schwerpunktmäßig war er während seiner Tätigkeit in den Vereinigten Staaten im Bereich des Inkasso für Deutsche Unternehmen tätig.
Nach seiner Rückkehr nach Deutschland legte er auch das zweite juristische Staatsexamen ab und wurde 1988 als Rechtsanwalt zugelassen. Seit 1999 ist er Fachanwalt für Strafrecht.
Im Jahr 1989 begann Seifert seine berufliche Tätigkeit als Rechtsanwalt in der Sozietät „Dr. Bader & Partner Rechtsanwälte GbR“  in Nürnberg.

Seifert führte als Rechtsanwalt auch Verhandlungen mit dem amerikanischen Justizministerium, der amerikanischen Börsenaufsicht SEC und der Weltbank. Darüber hinaus trat er auch vor italienischen Gerichten auf.
Seifert verteidigte mit seinem Kollegen Steffen Ufer zusammen Tatjana Gsell, Witwe des ermordeten Nürnberger Schönheitschirurgen Franz Gsell. Der Prozess erzeugte starkes mediales Interesse.

Die Rechtsanwälte Seifert und Markus Wagner der Kanzlei Dr. Bader & Partner erstritten im Jahr 2011 vor dem Bundesverfassungsgericht eine Entscheidung zur  Anerkennung von europäischen Führerscheinen auf dem Gebiet der Bundesrepublik.
Als Nebenklagevertreter war Seifert federführend unter Beteiligung der weiteren Rechtsanwälte der Kanzlei im NSU-Prozess involviert. Er vertritt in diesem Prozess gegen die Hauptangeklagte Beate Zschäpe den Sohn des Mordopfers İsmail Yaşar.

## Ehrenamt und Gesellschaft
Seifert ist Mitglied der Deutsch-Italienischen Juristenvereinigung und der Juristischen Gesellschaft Mittelfranken. Er ist Rotarier und Vorstandsmitglied im Verein Freunde Fränkischer Sommer e. V, der als Förderverein das klassische Musikfestival Fränkischer Sommer des bayerischen Regierungsbezirks Mittelfranken unterstützt.